# A Talk
A Talk (с англ. — «Разговор») — третий мини-альбом южнокорейской певицы Хёны. Альбом состоит из пяти треков и включает в себя элементы трэпа, хип-хопа и R&B. Он был выпущен для цифровой загрузки 28 июля 2014 года лейблами Cube Entertainment и Universal Music. Физический альбом был выпущен на следующий день, 29 июля. «Red» был выпущен в качестве заглавного трека.

## Предпосылки и релиз
26 июня 2014 года Cube Entertainment объявил, что Хёна выпустит свой третий сольный мини-альбом. Была выпущена документальная программа Hyuna's Free Month, чтобы показать ее подготовку и рекламную деятельность для выпуска альбома. 15 июля название телешоу было изменено с Sexy Queen на Hyuna's Free Month, а его первый эпизод вышел в эфир 21 июля   на SBS MTV.
Хёна исполнила ведущий сингл альбома «Red» (빨개요; ppalgaeyo) и трек альбома «BlackList» на музыкальных шоу, начиная с 25 июля на Music Bank, Show! Music Core, Inkigayo и M! Countdown.

## Приём
6 августа 2014 года Хёна выиграла свою первую награду на Show Champion с песней «Red», и снова выиграла на том же шоу на следующей неделе.
Несмотря на то, что он назвал «Red», «Пятьдесят оттенков грязного», Лукас Вилла из AXS похвалил Хёну за доставку «клубного фейерверка», который заставил бы «Майли гордиться». 29 декабря издание Rolling Stone внесло «Red» в топ-10 лучших видеоклипов 2014 года, расположив на 5 месте.

## Коммерческий успех
Альбом вошол и достиг пика на 3-м месте в чарте Gaon Album, с 8,183 проданных копий.
Заглавный трек «Red» вошел и достиг пика на номер 3 в цифровой диаграмме Gaon в выпуске диаграммы от 27 июля-2 августа 2014 года с 221 261 проданными загрузками-возглавляя диаграмму загрузки и 3,230 615 потоками. На той же неделе «BlackList», первый сингл альбома, также вошел в цифровой чарт под номером 70.

## Трек-лист
| №  | Название                                                                               | Текст песни                    | Музыка                                | Arrangement                | Длительность |
| -- | -------------------------------------------------------------------------------------- | ------------------------------ | ------------------------------------- | -------------------------- | ------------ |
| 1. | «A Talk»                                                                               | Hyuna, Seo Jae-woo, Astroz     | Seo Jae-woo, Astroz                   | Astroz                     | 1:26         |
| 2. | «French Kiss»                                                                          | Brian Lee, Kim Tae-ho, LE      | Brian Lee, Im Kwang-wook, Seo Jae-woo | Im Kwang-wook, Seo Jae-woo | 3:12         |
| 3. | «Red» (빨개요; Ppalgaeyo)                                                              | Seo Jae-woo, BlueSun, Socrates | Seo Jae-woo, Kim Tae-ho               | Seo Jae-woo, Kim Tae-ho    | 3:33         |
| 4. | «From When and Until When» (with Yang Yoseob) (어디부터 어디까지; Eodibuteo Eodikkaji) | Hyuna, Im Hyun-sik             | Im Hyun-sik                           | Seo Jae-woo                | 3:23         |
| 5. | «Blacklist» (feat. LE)                                                                 | Hyuna, LE                      | Seo Jae-woo, Kim Tae-ho               | Seo Jae-woo, Kim Tae-ho    | 3:32         |

| №  | Название                                      | Текст песни                    | Музыка                                | Arrangement                | Длительность |
| -- | --------------------------------------------- | ------------------------------ | ------------------------------------- | -------------------------- | ------------ |
| 1. | «A Talk»                                      | Hyuna, Seo Jae-woo, Astroz     | Seo Jae-woo, Astroz                   | Astroz                     | 1:26         |
| 2. | «French Kiss»                                 | Brian Lee, Kim Tae-ho, LE      | Brian Lee, Im Kwang-wook, Seo Jae-woo | Im Kwang-wook, Seo Jae-woo | 3:12         |
| 3. | «Red» (빨개요; Ppalgaeyo)                     | Seo Jae-woo, BlueSun, Socrates | Seo Jae-woo, Kim Tae-ho               | Seo Jae-woo, Kim Tae-ho    | 3:33         |
| 4. | «Blacklist» (featuring LE) (censored version) | Hyuna, LE                      | Seo Jae-woo, Kim Tae-ho               | Seo Jae-woo, Kim Tae-ho    | 2:56         |

| №  | Название                | Длительность |
| -- | ----------------------- | ------------ |
| 1. | «Red (music video)»     |              |
| 2. | «Red (making off)»      |              |
| 3. | «A Talk (Album making)» |              |

## Чарты

### Альбомный чарт
| Чарты                     | Высшая позиция |
| ------------------------- | -------------- |
| Gaon Weekly albums chart  | 3              |
| Gaon Monthly albums chart | 17             |

### Продажи
| Чарты                     | Сумма   |
| ------------------------- | ------- |
| Gaon физические продажи   | 10,637+ |
| Oricon физические продажи | 1,690+  |